# Henio Dzióbek
Henio Dzióbek (ang. Harvey Beaks, 2015-2017) – amerykański serial animowany stworzony przez Carla Greenblatta i wyprodukowany przez wytwórnię Nickelodeon Animation Studio.
Premiera serialu w Stanach Zjednoczonych miała miejsce 28 marca 2015 roku na amerykańskim kanale Nickelodeon. W Polsce premiera serialu zadebiutował 20 lipca 2015 roku na antenie Nickelodeon Polska.
Dnia 21 czerwca 2015 zostało ogłoszone, że stacja Nickelodeon otrzymała zamówienie na drugi sezon.

## Fabuła
Henio Dzióbek jest grzecznym chłopcem mieszkającym w magicznym lesie wraz z niegrzecznymi przyjaciółmi, przez których nieustannie pakuje się w kłopoty. Mimo wielu różnic, dzieciaki łączą drobne radości i dziecięce szaleństwa. W drugim sezonie powiększa się rodzina Henia pojawiają się dziadkowie oraz siostra Henia.

## Bohaterowie
GŁÓWNI:
- Henio Dzióbek (ang. Harvey Beaks) – tytułowy bohater serialu. Trzyma się zasad, ale pod obecnością Fi i Fu, szaleje wraz z nimi. Ma dokładnie taki sam wzrost jak Fi i Fu. Ma okrągłe oczy, jasnoniebieskie pióra i żółty dziób. Zwykle jego ubranie składa się z jasnozielonej koszulki i ciemnozielonych szortów. W odcinku Wiek dwucyfrowy kończy 10 lat.
- Fi (ang. Fee) – najlepsza przyjaciółka Henia Dzióbka. Fi ma szalone nastawienie do życia. Potrafi zawsze postawić na swoim i kocha swojego brata Fu i najlepszego przyjaciela Henia. Fi jest różową osobą o nieokreślonym gatunku, z żółtymi oczami, i o wzroście dokładnie takim samym jak Henio i Fu. Ma ogromne włosy, w których przechowuje różne rzeczy. Nosi starą sukienkę związaną w pasie starą liną. Nos Fi ma trójkątny kształt. Jej zęby są bardzo ostre i nierównomiernie rozmieszczone.
- Fu (ang. Foo) – najlepszy przyjaciel Henia Dzióbka. Brat bliźniak Fi, kocha rzucać liśćmi, wspinać się na drzewa i żuć wszystko w zasięgu paru kilometrów. Fu ma ten sam wzrost co Henio i Fi. Jest pomarańczowego koloru. Nosi czerwone spodenki i ma na głowie mały lok (który nazywa "zawijaskiem") o ciemniejszym odcieniu pomarańczy. Podobnie jak Fi, ma żółte oczy i bardzo ostre zęby.

DRUGOPLANOWI:
- Irek Dzióbek – tata Henia, opiekuńczy, posiada swoją kapelę.
- Maryla Dzióbek – mama Henia, jest spokojna.
- Marianna Dzióbek (ang. Michelle) – siostra Henia wykluwająca się w drugim sezonie w odcinku "Nowy potworek". W pierwszym sezonie była ukryta w jajku.
- Truś (ang. Dade) – przyjaciel Henia. Truś jest złotym królikiem, który ma kremowe łaty na uszach i łapach. Ma wielkie policzki i przyklapnięte lewe ucho. Wydaje się podziwiać Henia prawie do punktu obsesji. Z drugiej strony, nienawidzi każdego, kto jest buntownikiem (w tym Henia w jednym punkcie) lub awanturnikiem. Myśli, że wszystko, co kłopotliwe jest uszczerbkiem na świat i widzi Henia jako istotę doskonałej dobroci. Gdy Fi i Fu stali się przyjaciółmi Henia, Truś zaczął wykazywać zazdrość ze względu na fakt, że Henio zaprzyjaźnił się z kimś kto często wpada w kłopoty, i że Henio nie spotyka się z nim tak często jak teraz. Poza jego powiązaniami z Heniem, Truś wydaje się być dobrym przyjacielem z Kunksem. Truś jest dość tchórzliwy, nawet do punktu porzucenia nieprzytomnego ojca Henia w odcinku "Noc komety?", ze strachu przed karą lub pozbawienia wolności. Gra na klarnecie ("Dyplomowany Babysitter").
- Technomiś (ang. Technobear) – przyjaciel Henia. Jest brązowym niedźwiedziem. Technomiś uwielbia swój beatbox. Bez względu na sytuację zawsze będzie przygotowany by flirtować z każdą atrakcyjną kobietą. Jego prawdziwe imię to Frottemiś, Technomiś to tylko pseudonim nadany przez jego rodziców ("Frottemiś").
- Ruter (ang. Rooter) – przyjaciel Henia i Technomisia. Ruter jest różowym dzikiem w białym podkoszulku z kasztanowymi włosami. Ma trudną osobowość. Lubi odkrywać nowe rzeczy i mieć przygody w lesie. Twierdzi, że utknął na drzewie tak długo, że zaczął pić własny mocz. Lubi wyzwania i czuć je na własnej skórze. W "Noc komety?" kazał Heniowi przejść 2,5 mil w złym kierunku, ponieważ "To będzie zdecydowanie trudniejsze" i postanawia sam przepłynąć jezioro nie płynąć dziwnie skonstruowaną łodzią Fu.
- Klara (ang. Claire) – jasnobrązowa lisica, przyjaciółka Henia i jego kolegów. Jest zakochana w Fu. Klara jest nieśmiałą osobą o łagodnym głosie. Zawsze robi to, co rozkazuje jej matka - i to bez żadnych pytań.
- Piri Piri – żółta ptaszyna z ciemnozieloną fryzurą, piegami, dużymi oczami z widocznymi rzęsami oraz pomarańczowymi nogami. Nosi niebieski beret, długi różowy szalik i biały sweter z fioletową spódniczką. Prawdopodobnie najlepsza przyjaciółka Klary. Przyjaźni się z Heniem. Piri Piri jest artystką, która bardzo lubi rysować i rzeźbić. Lubi się interesować hobby innych, jak ulubiona książka detektywistyczna Henia. Kiedy wszystkim o niej mówił, ona jako jedyna go wysłuchała.
- Królewna (ang. Princess) – nieprzyjemna i egocentryczna sowa, która dba tylko o siebie. Prawdopodobnie jest to przez jej ojca, który ją rozpieszcza (dając klejnoty do zabawy). Jest też najprawdopodobniej nieinteligentna, jak w widać w kilku odcinkach. Ma pokój na nagrody, choć wszystkie zdobyła, bo ojciec ją faworyzował. Posiada nawet nagrodę Ojca Roku.
- Kunks (ang. Kratz) – niezdarny i niefortunny skunks. Boi się prawie wszystkiego (wliczając Fi). Kiedy jest przestraszony, nerwowy lub czuje ból, wydala szkodliwe chmury smrodu.
- Jeremi (ang. Jeremy) – wielki, biały grzyb. Jest pokojową i strachliwą osobą. Rodzice Henia wynajęli go żeby opiekował się Jajkiem. Jest niezdarny i śmieszny.
- Pan Ryszerd (ang. Randl) – szop pracz, który jest właścicielem Wypożyczalni Ryszerda. Nie lubi swojej mamy. Ryszerd jest zrzędą. Nic go nie może ucieszyć, nawet lecąca blisko ziemi kometa.
- Mama Ryszerda – szop pracz. Ryszerd jej nie lubi, jest spokojną osobą która jeździ na wózku inwalidzkim.

EPIZODYCZNI:
- Doktor Roberts – tata Królewny. Gra w zespole Irka.
- Witek Sprytek – ćma w kapeluszu, który również gra w zespole Irka. Uwielbia technologię.
- Tereska – jest ona pająkiem, która przez prawie cały czas opiekuje się swoimi dziećmi.
- Pan Balzebaba – pracuje z Marylą w bibliotece. Jest leśnym duchem.
- Maks – jest on żabą. Jest miłą osobą. Nie lubi bliźniaków Fi i Fu.
- Bruś – brat Trusia który jest jego przeciwieństwem.
- Kapitan Schabowski – dziadek Rutera.
- Romeo – brat Rutera.
- Mietek – tata Rutera.
- Brydzia – mama Rutera.
- Natchnienie – ojciec Technomisia, którego adoptował.
- Paula – mama Technomisia, adoptowała go żona Natchnienia.
- Aspirant Cieć – bardzo odpowiedzialny policjant, założył grupę Młodych posterunkowych.
- Karolcia – żona Balzebaby.
- Lużny – mrówkojad eksterminator o kamiennym sercu, który zrobi wszystko, aby wykonać swoje zadanie.
- Hildebrand- – tworzy ład i porządek w lesie, przyszedł na imprezę Fi i Fu.
- Kaśka – pojawia się czasami z innymi dziećmi np. na urodzinach czy na podobnych imprezach. W 2 sezonie będzie miała większą rolę.
- Michalina Wić – Stworzyła ulubioną książkę Dzieci z zagajniku Gajów. Pojawia się w odcinku Ulubiona książka oraz Pierwsze urodziny Fi i Fu jest wężem Fi nazywa ją jaszczurką.
- Trener Karol Dajno Junior – trener drużyny gaj-gały oraz "instruktor" drużyny "Leśnych Bzyków". Jego tatą jest Karol Dajno Senior, legenda gaj-gały. Jego imię (w polskiej wersji) nawiązuje do legendy Legii Warszawa, Kazimierza Deyny.

DZIADKOWIE HENIA:
- Adaś Dzióbek – dziadek Henia, ojciec Irka, pojawia się w 2 sezonie.
- Madzia Dzióbek – matka Maryli, babcia Henia pojawia się w 2 sezonie.
- Romcio – dziadek Henia, ojciec Maryli pojawia się w 2 sezonie.

## Obsada
- Max Charles –
  - Henio Dzióbek
- Angelina Wahler –
  - Fi
- Jackson Brundage –
  - Fu (odc. 1-6, 7b, 8a, 9b)
- Tom Robinson –
  - Fu (odc. 7a, 9a, 10-obecnie)
- Carl Greenblatt –
  - Truś
  - Jeremi
- Mason Vaughn –
  - Technomiś
- Laz Meiman –
  - Ruter
  - Willy (odc. 17a)
- Nicole Taylor Wedel –
  - Klara
- Madeleine Curry –
  - Piri Piri
- Andres Salaff
  - Królewna
- Matthew Zhang
  - Kunks

## Wersja polska
Wersja polska: na zlecenie Nickelodeon Polska – Master Film

Reżyseria: Agata Gawrońska-Bauman (odc. 1-36, 38-52)

Dialogi polskie: Karolina Anna Kowalska (odc. 1-36, 38-52)

Teksty piosenek: Andrzej Brzeski (odc. 13, 18, 37)

Dźwięk: 
- Aneta Michalczyk-Falana (odc. 1-32, 34-35, 43),
- Jacek Osławski (odc. 33, 36, 38-42, 44-52),
- Marta Bator (odc. 37)

Montaż:
- Paweł Siwiec (odc. 1-11),
- Aneta Michalczyk (odc. 12-32, 34-35, 43),
- Jacek Osławski (odc. 33, 36, 38-42, 44-52),
- Marta Bator (odc. 37)

Kierownictwo muzyczne: Adam Krylik (odc. 13, 18, 37)

Kierownictwo produkcji: 
- Katarzyna Fijałkowska (odc. 1-32, 34-35, 43),
- Romuald Cieślak (odc. 33, 36-42, 44-52)

Nadzór merytoryczny: 
- Katarzyna Dryńska (odc. 1-36, 38-52),
- Aleksandra Dobrowolska (odc. 37)

Wystąpili:
- Olaf Marchwicki – 
  - Henio Dzióbek,
  - duch czasu obecnego (odc. 36)
- Filip Rogowski –
  - Henio Dzióbek (śpiew piosenek),
  - dzieciak (odc. 38a)
- Natalia Jankiewicz – 
  - Fi,
  - duch czasu przyszłego (odc. 36)
- Adam Pluciński –
  - Fu,
  - duch minionych halloweenów (odc. 36)
- Artur Pontek – Technomiś
- Adam Krylik – 
  - Królewna,
  - Doktor Robert, tata Królewny (śpiew w odc. 12a)
- Agnieszka Kunikowska – Maryla – mama Henia
- Magda Krylik – Piri Piri
- Joanna Pach-Żbikowska – Klara
- Józef Pawłowski – Ruter
- Klaudiusz Kaufmann – Truś

W pozostałych rolach:
- Janusz Wituch –
  - pan Ryszerd,
  - tata Mietka (odc. 20b),
  - mama pana Ryszerda (odc. 27a, 28a, 31, 33, 35a, 45a, 46a, 48b, 51ab)
- Przemysław Wyszyński – 
  - Max (odc. 3b, 12a, 17b, 24a, 26a, 40b, 45b, 46b, 49a, 51a),
  - pielęgniarz (odc. 51a)
- Paweł Ciołkosz –
  - duch jeziora Zwilżone (odc. 1a, 8a),
  - Mietek (odc. 20b),
  - Władysław (odc. 21a),
  - Teo (odc. 28a),
  - tata Rutera (odc. 29b, 30a, 38b),
  - mężczyzna w filmie (odc. 42b)
- Agata Gawrońska-Bauman –
  - Teresa (odc. 11a, 33, 43a, 45a, 51b),
  - babcia Madzia (odc. 27b),
  - właścicielka Kornisznka (odc. 28b)
- Waldemar Barwiński – Irek – tata Henia
- Wojciech Chorąży –
  - Doktor Robert, tata Królewny (odc. 1b, 6b, 10b, 12a, 20a, 32-33, 35a, 38a, 39b, 43b, 45a, 48a),
  - żółw Gerard (odc. 8b),
  - rolnik w reklamie (odc. 28b),
  - pan Natchnienie (odc. 36, 47b),
  - Jan (odc. 46a),
  - Teo (odc. 51a),
  - żałobnik (odc. 51a)
- Grzegorz Kwiecień –
  - Jeremi,
  - Luźny (odc. 9a, 27a, 35a, 48a),
  - Sumienie Henia (odc. 25a)
- Janusz Zadura –
  - mama pana Ryszerda (odc. 1-26),
  - wiewiórka (odc. 5b, 12b, 17a)
- Mieczysław Morański –
  - Witek Sprytek (odc. 2b, 12a, 14a, 19a, 20a, 26a, 31-33, 34a, 35a, 38b, 43a, 45b, 50ab),
  - Belzebaba (odc. 9b)
- Anna Sroka – selekcjonerka (odc. 4a)
- Bernard Lewandowski – Hildebrand (odc. 6a, 26b)
- Mikołaj Klimek – aspirant Cieć (odc. 7a, 8b, 19a, 34a, 36, 42a, 45b)
- Julia Kołakowska-Bytner –
  - pielęgniarka (odc. 8b),
  - panna Felunia (odc. 12a),
  - Piotruś (odc. 19a),
  - Brydzia (odc. 20b, 43a),
  - Krzysztofa (odc. 21a),
  - Paula (odc. 33, 48a),
  - pielęgniarka (odc. 42a),
  - Ewelina (odc. 45a),
  - Krycha (odc. 51a)
- Andrzej Chudy – 
  - żuk (odc. 9a),
  - staruszek w siłowni (odc. 50a),
  - Bąbel (odc. 51a)
- Mateusz Weber – 
  - Kunks,
  - Michalina Wić (odc. 11b)
- Krzysztof Plewako-Szczerbiński – Pawcio (odc. 12a)
- Paweł Szczesny – trener Karol Dajno Junior (odc. 18b, 35b)
- Jakub Jankiewicz – Bruś (odc. 22b, 25a)
- Radosław Pazura – dziadek Adaś (odc. 27b)
- Adam Bauman – 
  - dziadek Romcio (odc. 27b, 30a),
  - potwór z jaskini (odc. 49a)
- Katarzyna Łaska – Krycha (odc. 28a)
- Zbigniew Kozłowski – Kasia (odc. 28a, 49a, 51a)
- Hanna Kinder-Kiss – 
  - Halina, mama Piri Piri (odc. 29a, 29a, 33, 45a),
  - staruszka (odc. 42a)
- Brygida Turowska –
  - urzędniczka w ratuszu Zagajnika Gajów (odc. 33),
  - nowy duch jeziora Zwilżone (Pelagia Brodzik) (odc. 38b-39a, 46a),
  - kobieta w filmie (odc. 42b),
  - Michalina Wić (odc. 51b),
  - Grada, mama Fi i Fu (odc. 52)
- Mirosław Wieprzewski –
  - urzędnik w ratuszu Zagajnika Gajów (odc. 33),
  - Hrabia Bardzo Przerażający (odc. 36),
  - staruszek (odc. 42a),
  - Belzebaba (odc. 50a)
- Miłogost Reczek –
  - Belzebaba (odc. 33),
  - duch jeziora Zwilżone (odc. 38b),
  - Bąbel (odc. 42a, 44a)
- Tomasz Borkowski –
  - Niesamowity Jędrzej (odc. 33, 46b, 51b),
  - sprzedawca (odc. 38a),
  - Szalony Naukowiec (odc. 45b),
  - Bada, tata Fi i Fu (odc. 52)
- Marta Dylewska –
  - Marianka,
  - Reńka (odc. 36),
  - Bruś (odc. 40b)
- Jacek Król –
  - tata dzieciaka (odc. 38a),
  - Johnny Tornado (odc. 41b)
- Krzysztof Szczepaniak –
  - lider Leśnych Ciem (odc. 38a),
  - Mroczny Siekacz (odc. 39a)
- Jolanta Wołłejko – pani Puszysta (odc. 44a)
- Monika Węgiel – mama Królewny (odc. 45a)
- Katarzyna Skolimowska – mama Pelagii Brodzik (odc. 46a)
- Kinga Tabor –
  - recepcjonistka (odc. 50a),
  - klientka salonu pani Teresy (odc. 51b)
- Tomasz Jarosz
- Bożena Furczyk
- Jan Piotrowski
- Kamil Pruban

i inni
Śpiewali: Adam Krylik, Klaudiusz Kaufmann, Małgorzata Szymańska, Krzysztof Pietrzak, Katarzyna Łaska, Mateusz Weber, Magdalena Krylik, Grzegorz Kwiecień, Adam Pluciński, Natalia Jankiewicz, Filip Rogowski (odc. 37)
Lektor: Marek Ciunel

## Spis odcinków
| Premiera odcinka | Premiera odcinka                                                | N/o | Polski tytuł                              | Angielski tytuł                                |
| ---------------- | --------------------------------------------------------------- | --- | ----------------------------------------- | ---------------------------------------------- |
|                  |                                                                 |     |                                           |                                                |
| SERIA PIERWSZA   |                                                                 |     |                                           |                                                |
|                  |                                                                 |     |                                           |                                                |
| 28.03.2015       | 13.07.2015 (nick.com.pl) 20.07.2015 (Nick)                      | 01  | Fru!                                      | Pe-Choo!                                       |
| 29.03.2015       | 13.07.2015 (nick.com.pl) 20.07.2015 (Nick)                      | 01  | Drzewo, które pluło                       | The Spitting Tree                              |
|                  |                                                                 |     |                                           |                                                |
| 05.04.2015       | 27.07.2015                                                      | 02  | Palec                                     | The Finger                                     |
| 05.04.2015       | 28.07.2015                                                      | 02  | Minusy plusów                             | The Negatives of Being Positively Charged      |
|                  |                                                                 |     |                                           |                                                |
| 12.04.2015       | 13.07.2015 (nick.com.pl) 23.07.2015 (Nick)                      | 03  | Pożyczony rower                           | The Rentl Bike                                 |
| 12.04.2015       | 13.07.2015 (nick.com.pl) 24.07.2015 (Nick)                      | 03  | Anty-Walenty                              | Anti-Valentine’s Day                           |
|                  |                                                                 |     |                                           |                                                |
| 19.04.2015       | 31.07.2015                                                      | 04  | Noc w klubie nocnym                       | Nightclub Night                                |
| 19.04.2015       | 03.08.2015                                                      | 04  | Buntownik                                 | The Rebel                                      |
|                  |                                                                 |     |                                           |                                                |
| 26.04.2015       | 04.08.2015                                                      | 05  | Pierwsza blizna                           | Harvey's First Scar                            |
| 26.04.2015       | 29.07.2015                                                      | 05  | Wiewiórek ogon                            | A Tail of Les Squirrels                        |
|                  |                                                                 |     |                                           |                                                |
| 02.05.2015       | 05.08.2015                                                      | 06  | Natura natury                             | The Nature of Nature                           |
| 02.05.2015       | 07.08.2015                                                      | 06  | Królewna jest lepsza od ciebie            | Princess is Better Than You                    |
|                  |                                                                 |     |                                           |                                                |
| 02.05.2015       | 11.08.2015                                                      | 07  | Staro-czesny Truś                         | Old-Fashioned Dade                             |
| 02.05.2015       | 30.07.2015                                                      | 07  | Ktoś mi kradnie rzeczy                    | Someone's Stealing My Stuff                    |
|                  |                                                                 |     |                                           |                                                |
| 10.05.2015       | 21.07.2015                                                      | 08  | Noc komety?                               | Comet Night?                                   |
| 10.05.2015       | 22.07.2015                                                      | 08  | Noc komety!                               | Comet Night!                                   |
|                  |                                                                 |     |                                           |                                                |
| 17.05.2015       | 10.08.2015                                                      | 09  | Fu wszechmogący                           | The Almighty Foo                               |
| 17.05.2015       | 06.08.2015                                                      | 09  | Kłopot z duchem                           | The Ghost Problem                              |
|                  |                                                                 |     |                                           |                                                |
| 24.05.2015       | 12.08.2015                                                      | 10  | Nocowania koniec                          | The Sleepover's Over                           |
| 24.05.2015       | 13.08.2015                                                      | 10  | Dyplomowany Babysitter                    | Certified Babysitter                           |
|                  |                                                                 |     |                                           |                                                |
| 18.07.2015       | 14.08.2015                                                      | 11  | Fryz Fi                                   | Fee's Haircut                                  |
| 18.07.2015       | 14.08.2015                                                      | 11  | Ukochana książka                          | Harvey's Favorite Book                         |
|                  |                                                                 |     |                                           |                                                |
| 25.07.2015       | 16.11.2015                                                      | 12  | Kapela                                    | Dad Band                                       |
| 25.07.2015       | 16.11.2015                                                      | 12  | Kryjówka Fu                               | Foo's Panic Room                               |
|                  |                                                                 |     |                                           |                                                |
| 07.09.2015       | 17.11.2015                                                      | 13  | Dzień wolny od planów                     | A Day of No To-Do                              |
| 07.09.2015       | 18.11.2015                                                      | 13  | Przepis na katastrofę                     | Recipe for Disaster                            |
|                  |                                                                 |     |                                           |                                                |
| 18.09.2015       | 19.11.2015                                                      | 14  | Mistrz psikusów                           | King of Pranks                                 |
| 25.09.2015       | 23.11.2015 (nick.com.pl) 01.12.2015 (Nick)                      | 14  | Chryja u Ryszerda                         | Randl's Scandl                                 |
|                  |                                                                 |     |                                           |                                                |
| 02.10.2015       | 23.11.2015                                                      | 15  | Nocny Stróż                               | Night Maid                                     |
| 09.10.2015       | 24.11.2015                                                      | 15  | Kurak Burak                               | Icky Chicky                                    |
|                  |                                                                 |     |                                           |                                                |
| 16.10.2015       | 25.11.2015                                                      | 16  | Serce nie sługa                           | Buds Before Studs                              |
| 06.11.2015       | 26.11.2015                                                      | 16  | Henio leje Kunksa                         | Harvey Fights Kratz                            |
|                  |                                                                 |     |                                           |                                                |
| 23.10.2015       | 12.02.2016                                                      | 17  | Labirynt trwogi                           | Le Corn Maze... of DOOM!                       |
| 23.10.2015       | 15.02.2016                                                      | 17  | Henio nie umie straszyć                   | Harvey Isn't Scary                             |
|                  |                                                                 |     |                                           |                                                |
| 13.11.2015       | 27.11.2015                                                      | 18  | Batatostwa                                | Yampions                                       |
| 20.11.2015       | 09.02.2016                                                      | 18  | Gaj-gała                                  | Barkball                                       |
|                  |                                                                 |     |                                           |                                                |
| 15.01.2016       | 08.02.2016                                                      | 19  | Młodzi kapusie                            | Junior Squealers                               |
| 22.01.2016       | 08.02.2016                                                      | 19  | Burza                                     | The Storm                                      |
|                  |                                                                 |     |                                           |                                                |
| 29.01.2016       | 10.02.2016                                                      | 20  | Steamwrota                                | Steamgate                                      |
| 05.02.2016       | 11.02.2016                                                      | 20  | Atak yeti                                 | Yeti Ready                                     |
|                  |                                                                 |     |                                           |                                                |
| 19.02.2016       | 16.02.2016                                                      | 21  | Frottemiś                                 | Terrybear                                      |
| 26.02.2016       | 17.02.2016                                                      | 21  | Gaj-gokarty                               | Bark-Kart                                      |
|                  |                                                                 |     |                                           |                                                |
| 06.06.2016       | 19.06.2016                                                      | 22  | Pan na zamku                              | King of the Castle                             |
| 06.06.2016       | 19.06.2016                                                      | 22  | Bruś jest fajniejszy niż Truś             | Wade is Cooler Than Dade                       |
|                  |                                                                 |     |                                           |                                                |
| 07.06.2016       | 25.06.2016                                                      | 23  | Fufi                                      | Foofee                                         |
| 07.06.2016       | 25.06.2016                                                      | 23  | To wy się przyjaźnicie?                   | Why Are You Even Friends?                      |
|                  |                                                                 |     |                                           |                                                |
| 08.06.2016       | 03.07.2016                                                      | 24  | Sam                                       | Alone                                          |
| 08.06.2016       | 03.07.2016                                                      | 24  | Fu buty                                   | Foo Shoes                                      |
|                  |                                                                 |     |                                           |                                                |
| 09.06.2016       | 26.06.2016                                                      | 25  | Kara                                      | The Punishment                                 |
| 09.06.2016       | 26.06.2016                                                      | 25  | Dzień Drzewa                              | Arbor Day                                      |
|                  |                                                                 |     |                                           |                                                |
| 10.06.2016       | 01.07.2016 (Nick HD) 02.07.2016 (Nick)                          | 26  | Wiek dwucyfrowy                           | Double Digits                                  |
| 10.06.2016       | 02.07.2016                                                      | 26  | Pierwsze urodziny Fi i Fu                 | Fee & Foo's First Birthday                     |
|                  |                                                                 |     |                                           |                                                |
| SERIA DRUGA      |                                                                 |     |                                           |                                                |
|                  |                                                                 |     |                                           |                                                |
| 13.06.2016       | 07.12.2016                                                      | 27  | Nowy potworek                             | The New Bugaboo                                |
| 14.06.2016       | 07.12.2016                                                      | 27  | Sprawa zaginionego placka                 | The Case of the Missing Pancake                |
|                  |                                                                 |     |                                           |                                                |
| 15.06.2016       | 08.12.2016                                                      | 28  | Kaśka przez "ś"'                          | Kathy with a "K"                               |
| 16.06.2016       | 08.12.2016                                                      | 28  | Henio opiekun                             | Harvey's Pet                                   |
|                  |                                                                 |     |                                           |                                                |
| 17.06.2016       | 09.12.2016                                                      | 29  | Piramida Fi                               | Fee's Pyramid                                  |
| 20.06.2016       | 09.12.2016                                                      | 29  | Życiowy dług                              | Life Debt                                      |
|                  |                                                                 |     |                                           |                                                |
| 21.06.2016       | 12.12.2016                                                      | 30  | Uczucia                                   | The Feelings                                   |
| 22.06.2016       | 12.12.2016                                                      | 30  | Worek pokusy                              | Bag of Naughty                                 |
|                  |                                                                 |     |                                           |                                                |
| 23.06.2016       | 05.12.2016                                                      | 31  | Steampunkowcy                             | Steampunks                                     |
| 24.06.2016       | 06.12.2016                                                      | 32  | Steampunkowcy                             | Steampunks                                     |
|                  |                                                                 |     |                                           |                                                |
| 26.09.2016       | 13.02.2017 (nick.com.pl) 30.03.2017 (Nick HD) 07.08.2017 (Nick) | 33  | Państwo Dziabkowie                        | Mr. & Mrs. Borks                               |
| 26.09.2016       | 13.02.2017 (nick.com.pl) 31.03.2017 (Nick HD) 08.08.2017 (Nick) | 33  | Państwo Dziabkowie                        | Mr. & Mrs. Borks                               |
|                  |                                                                 |     |                                           |                                                |
| 27.09.2016       | 13.12.2016                                                      | 34  | Operacja masło orzechowe                  | Operation Peanut Butter                        |
| 28.09.2016       | 13.12.2016                                                      | 34  | Mikro Zagajnik Gaj                        | Little Littlebark                              |
|                  |                                                                 |     |                                           |                                                |
| 29.09.2016       | 14.12.2016                                                      | 35  | Windykatka                                | Repo Fee                                       |
| 30.09.2016       | 14.12.2016                                                      | 35  | Muskułoręczni                             | Stalemates                                     |
|                  |                                                                 |     |                                           |                                                |
| 15.10.2016       | 22.02.2017 (nick.com.pl) 15.08.2017 (Nick)                      | 36  | Techno-groza                              | Techno-scare                                   |
| 15.10.2016       | 22.02.2017 (nick.com.pl) 16.08.2017 (Nick)                      | 36  | Techno-groza                              | Techno-scare                                   |
|                  |                                                                 |     |                                           |                                                |
| 09.12.2016       | 29.10.2017 (Nick HD)                                            | 37  | Jest Gwiazdka, głuptasie!                 | It's Christmas You Dorks!                      |
|                  |                                                                 |     |                                           |                                                |
| 01.03.2017       | 20.02.2017 (nick.com.pl) 31.05.2017 (Nick HD) 11.08.2017 (Nick) | 38  | Kororock rządzi                           | Rockbark Rocks                                 |
| 01.03.2017       | 20.02.2017 (nick.com.pl) 01.06.2017 (Nick HD) 14.08.2017 (Nick) | 38  | Awans oceaniczny                          | Ocean Promotion                                |
|                  |                                                                 |     |                                           |                                                |
| 08.03.2017       | 06.06.2017 (Nick HD) 21.08.2017 (Nick)                          | 39  | Jeremi – obrońca lasu                     | Jeremy: Defender of the Forest                 |
| 08.03.2017       | 07.06.2017 (Nick HD) 22.08.2017 (Nick)                          | 39  | Królewna Henio                            | Princess Harvey                                |
|                  |                                                                 |     |                                           |                                                |
| 15.03.2017       | 08.06.2017 (Nick HD) 23.08.2017 (Nick)                          | 40  | Podział                                   | The Split                                      |
| 15.03.2017       | 09.06.2017 (Nick HD) 24.08.2017 (Nick)                          | 40  | Truś                                      | The Dade                                       |
|                  |                                                                 |     |                                           |                                                |
| 22.03.2017       | 27.02.2017 (nick.com.pl) 02.06.2017 (Nick HD) 17.08.2017 (Nick) | 41  | Tajemniczy Agrat                          | Secret Gordon                                  |
| 22.03.2017       | 27.02.2017 (nick.com.pl) 05.06.2017 (Nick HD) 18.08.2017 (Nick) | 41  | Bezpański komiks                          | The Unknown Comic                              |
|                  |                                                                 |     |                                           |                                                |
| 29.03.2017       | 13.02.2017 (nick.com.pl) 29.05.2017 (Nick HD) 09.08.2017 (Nick) | 42  | Bąbel                                     | The Blister                                    |
| 29.03.2017       | 13.02.2017 (nick.com.pl) 30.05.2017 (Nick HD) 10.08.2017 (Nick) | 42  | Zła                                       | The Bad Seed                                   |
|                  |                                                                 |     |                                           |                                                |
| 05.04.2017       | 15.12.2016                                                      | 43  | Ballada o Musli i Dzwońcu                 | The Ballad of Muesli & Jangles                 |
| 05.04.2017       | 15.12.2016                                                      | 43  | Płynny Fu                                 | Floo-id                                        |
|                  |                                                                 |     |                                           |                                                |
| 18.12.2017       | 25.08.2017                                                      | 44  | W bandzie być                             | Hug Life                                       |
| 18.12.2017       | 06.09.2017                                                      | 44  | Na barykadzie                             | On The Fence                                   |
|                  |                                                                 |     |                                           |                                                |
| 26.12.2017       | 19.09.2017 (Nick HD) 24.10.2017 (Nick)                          | 45  | Królewna chce mamę                        | Princess Wants a Mom                           |
| 26.12.2017       | 19.09.2017 (Nick HD) 25.10.2017 (Nick)                          | 45  | Marianna i gniew                          | Rage Against the Michelle                      |
|                  |                                                                 |     |                                           |                                                |
| 22.12.2017       | 20.09.2017 (Nick HD) 26.10.2017 (Nick)                          | 46  | Woda we włosach                           | Break the Lake                                 |
| 22.12.2017       | 20.09.2017 (Nick HD) 27.10.2017 (Nick)                          | 46  | Henio Niesamowity                         | The Amazing Harvey                             |
|                  |                                                                 |     |                                           |                                                |
| 19.12.2017       | 21.09.2017 (Nick HD) 30.10.2017 (Nick)                          | 47  | Późnopopołudniowy show z Heniem Dzióbkiem | The Late Late Afternoon Show with Harvey Beaks |
| 19.12.2017       | 21.09.2017 (Nick HD) 31.10.2017 (Nick)                          | 47  | Ryborożec                                 | The Grunicorn                                  |
|                  |                                                                 |     |                                           |                                                |
| 20.12.2017       | 22.09.2017 (Nick HD) 02.11.2017 (Nick)                          | 48  | Foto-lajki                                | Photo Finished                                 |
| 20.12.2017       | 22.09.2017 (Nick HD) 03.11.2017 (Nick)                          | 48  | Draka                                     | Squashbuckling                                 |
|                  |                                                                 |     |                                           |                                                |
| 28.12.2017       | 25.09.2017 (Nick HD) 06.11.2017 (Nick)                          | 49  | Liście i liściki                          | Leaf It to Kathy                               |
| 28.12.2017       | 25.09.2017 (Nick HD) 07.11.2017 (Nick)                          | 49  | Podręcznik przetrwania dla dzieci         | A Child's Guide to Surviving in the Wild       |
|                  |                                                                 |     |                                           |                                                |
| 27.12.2017       | 26.09.2017 (Nick HD) 08.11.2017 (Nick)                          | 50  | Grand Motel                               | Grand Motel                                    |
| 27.12.2017       | 26.09.2017 (Nick HD) 09.11.2017 (Nick)                          | 50  | Odczuwalny brak Henia                     | Missing Harvey                                 |
|                  |                                                                 |     |                                           |                                                |
| 21.12.2017       | 27.09.2017 (Nick HD) 10.11.2017 (Nick)                          | 51  | Nara, dowcipnisie                         | Later, Dingus                                  |
| 21.12.2017       | 27.09.2017 (Nick HD) 13.11.2017 (Nick)                          | 51  | Przy włoskach robota                      | Hair to Help                                   |
|                  |                                                                 |     |                                           |                                                |
| 29.12.2017       | 28.09.2017 (Nick HD) 14.11.2017 (Nick)                          | 52  | Zakończenie i początek                    | The End & The Beginning                        |
| 29.12.2017       | 28.09.2017 (Nick HD) 15.11.2017 (Nick)                          | 52  | Zakończenie i początek                    | The End & The Beginning                        |
|                  |                                                                 |     |                                           |                                                |